# 為所應為
《為所應為》（英語：Do the Right Thing）是1989年美國的一部喜劇電影，由史派克·李製作、編劇、執導，並參與演出。本片獲選為第42屆坎城影展正式競賽片。
本片獲得許多正面評價，並被許多電影單位名列史上最偉大的電影之一，包括美國電影學會評選的AFI百年百大電影；國會圖書館將本片列為文化上重要的作品，國家影片登記表也將本片列入保存名單。

## 劇情
紐約布魯克林的一個黑人佔多數的社區裡，這裡有義大利人Sal開的披薩店，有韓國人經營的雜貨店，到處都是形形色色的黑人、白人、黃種人；25歲的年輕黑人Mookie和Sal的兒子們在披薩店工作，身心障礙者Smiley在街道上向他人兜售手繪的麥爾坎·X和金恩博士的圖片，Radio Raheem不論走到哪都拿著大型喇叭播放嘻哈團體Public Enemy鼓吹黑人反抗的歌曲，年老的Mother Sister則每天坐在窗邊看著路人來來去去，四處遊蕩的酒鬼Da Mayor愛慕著Mother Sister。在一個熱到不行的夏日，不斷升高的族群間緊張氛圍導向更大的衝突。

## 演員
- 史派克·李 - Mookie
- 山繆·傑克森（掛名為山姆·傑克森） - Love Daddy
- 丹尼·愛羅 - Sal
- 奧塞·戴維斯 - Da Mayor
- 鲁比·迪伊 - Mother Sister
- 吉安卡洛·伊坡托 - Buggin' Out
- 比爾·努恩（英语：Bill Nunn） - Radio Raheem
- 約翰·特托羅 - Pino
- 理察德·艾德森（英语：Richard Edson） - Vito
- 羅傑·葛衛爾·史密斯（英语：Roger Guenveur Smith） - Smiley
- 蘿西·培瑞茲 - Tina
- 喬伊·李（英语：Joie Lee） - Jade

## 獎項
| 獎項               | 獎項             | 受獎者                 | 階段／結果 |
| ------------------ | ---------------- | ---------------------- | ---------- |
| 第42屆坎城影展     | 金棕櫚獎         | 史派克·李 《為所應為》 | 提名       |
| 第62屆奧斯卡金像獎 | 最佳男配角       | 丹尼·艾羅              | 提名       |
| 第62屆奧斯卡金像獎 | 最佳原著劇本     | 史派克·李              | 提名       |
| 洛杉磯影評人協會獎 | 最佳影片         | 《為所應為》           | 獲獎       |
| 洛杉磯影評人協會獎 | 最佳導演         | 史派克·李              | 獲獎       |
| 洛杉磯影評人協會獎 | 最佳男配角       | 丹尼·艾羅              | 獲獎       |
| 洛杉磯影評人協會獎 | 最佳劇本         | 史派克·李              | 提名       |
| 洛杉磯影評人協會獎 | 最佳音樂         | Bill Lee               | 獲獎       |
| 紐約影評人協會獎   | 最佳影片         | 《為所應為》           | 提名       |
| 紐約影評人協會獎   | 最佳導演         | 史派克·李              | 提名       |
| 紐約影評人協會獎   | 最佳攝影         | Ernest Dickerson       | 獲獎       |
| 國家影評人協會獎   | 最佳導演         | 史派克·李              | 提名       |
| 芝加哥影評人協會獎 | 最佳影片         | 《為所應為》           | 獲獎       |
| 芝加哥影評人協會獎 | 最佳導演         | 史派克·李              | 獲獎       |
| 芝加哥影評人協會獎 | 最佳男配角       | 丹尼·艾羅              | 獲獎       |
| 第47屆金球獎       | 戲劇類最佳影片   | 《為所應為》           | 提名       |
| 第47屆金球獎       | 最佳導演         | 史派克·李              | 提名       |
| 第47屆金球獎       | 戲劇類最佳男配角 | 丹尼·艾羅              | 提名       |
| 第47屆金球獎       | 最佳劇本         | 史派克·李              | 提名       |

## 外部連結
- AllMovie上《為所應為》的资料（英文）
- Box Office Mojo上《為所應為》的資料（英文）
- Do the Right Thing （页面存档备份，存于） at the Criterion Collection
- 互联网电影数据库（IMDb）上《為所應為》的资料（英文）
- Metacritic上《為所應為》的資料（英文）
- 爛番茄上《為所應為》的資料（英文）
- TCM电影资料库上《為所應為》的资料（英文）
- Script-O-Rama.com – The Do the Right Thing screenplay.